# Еуджен Карпов
Еуджен Карпов (рум. Eugen Carpov; нар. 22 квітня 1966, м. Унгени) — молдовський дипломат і політик. З січня 2011 року обіймає посаду заступника прем'єр-міністра з питань реінтеграції в уряді Республіки Молдова.

## Освіта
Закінчив юридичний факультет Молдовського державного університету (1983—1990), отримав постуніверситетську освіту в Національній школі політичних і адміністративних наук в Бухаресті (1990—1992).
Володіє англійською, французькою, російською та польською мовами.

## Трудова діяльність
1992–1994nbsp;— заступник начальника Управління міжнародних угод і права Міністерства закордонних справ;
1995–1997nbsp;— консул Республіки Молдова в Румунії;
1997–1999nbsp;— начальник Управління міжнародних угод і права Міністерства закордонних справ;
1999–2001 — заступник міністра закордонних справ;
2002–2005 — Посол Республіки Молдова в Польщі;
2005–2007 — Посол і голова Місії Республіки Молдова в ЄС;
2007–2008 — начальник департаменту міжнародного співробітництва компанії «ASCOM»;
2008–2011 — заступник генерального директора компанії «KOMET Grup».
Дипломатичний ранг: Надзвичайний і повноважний посол.

## Сімейний стан
Одружений, має двох дітей.